# ミラベルと魔法だらけの家 (サウンドトラック)
ミラベルと魔法だらけの家 オリジナル・サウンドトラックは、ウォルト・ディズニー・アニメーション・スタジオから公開された2021年の同名映画のサウンドトラック・アルバムである。2021年11月19日にウォルト・ディズニー・レコードから発売されたこのアルバムには、リン＝マニュエル・ミランダが作曲し、マイク・エリゾンドがプロデュースしたオリジナル曲8曲が様々な歌手によって録音されており、ジェルメーヌ・フランコが作曲したスコアピース27曲が収録されている。英語、スペイン語以外の世界44ヶ国語で発売されている。
サウンドトラックを製作するため、ミランダとそのチームは本作の舞台となったコロンビアを訪れ、同国の音楽とその文化についてさまざまな角度から研究した。その結果、サウンドトラックは、バジェナート、クンビア、バンブコ、ロック・エン・スペインといったジャンルに根ざし、コロンビアの民族楽器を活用し、サルサ、タンゴ音楽、レゲトン、バチャータのスタイルに、ポップ、ヒップホップ、フォーク音楽、ミュージカルの要素を取り入れたものとなっている。本作では、「奇跡」によって魔法の力を得た多世代の家族、マドリガル家が歌を披露し、個性、自己価値、世代を超えたトラウマ、家族愛などを歌詞のテーマにしている。発売と同時に、音楽評論家たちは、このサウンドトラックの複雑なポリフォニーと活気に満ちたラテン音楽のリズムを賞賛し、ミランダの音楽性を褒め称えた。
このアルバムは、本作が劇場公開期間を短縮してDisney+にリリースされた後、人気が急上昇し、商業的にも成功を収めた。アニメーション映画のサウンドトラックとしては史上6作目となる全米1位を獲得し、Billboard 200チャートで4週連続首位を獲得した。その他の地域では、カナダ、ニュージーランド、英国で1位、オーストラリア、オーストリア、ベルギー、デンマーク、オランダ、ノルウェー、スペインでトップ10入りを果たした。
キャストによるアンサンブル曲「秘密のブルーノ」とジェシカ・ダローの「増していくプレッシャー」はアルバムのベストセラー曲で、前者はイギリスのシングルチャートとアメリカのBillboard Hot 100のトップを獲得、後者はそれぞれ4位と9位を記録した。また、ディズニー・アニメーション映画として初めて、Hot 100で複数のトップ10入り曲を生み出した作品となった。さらに、「秘密のブルーノ」は、ディズニーにとって『アラジン』の「ホール・ニュー・ワールド」に次ぐ全米1位曲であり、オリジナル曲として初めて全英1位を獲得した。セバスチャン・ヤトラの「2匹のオルギータス」は、アルバムの中で最も多くの賞を受賞し、高い評価を得ている。

## 製作

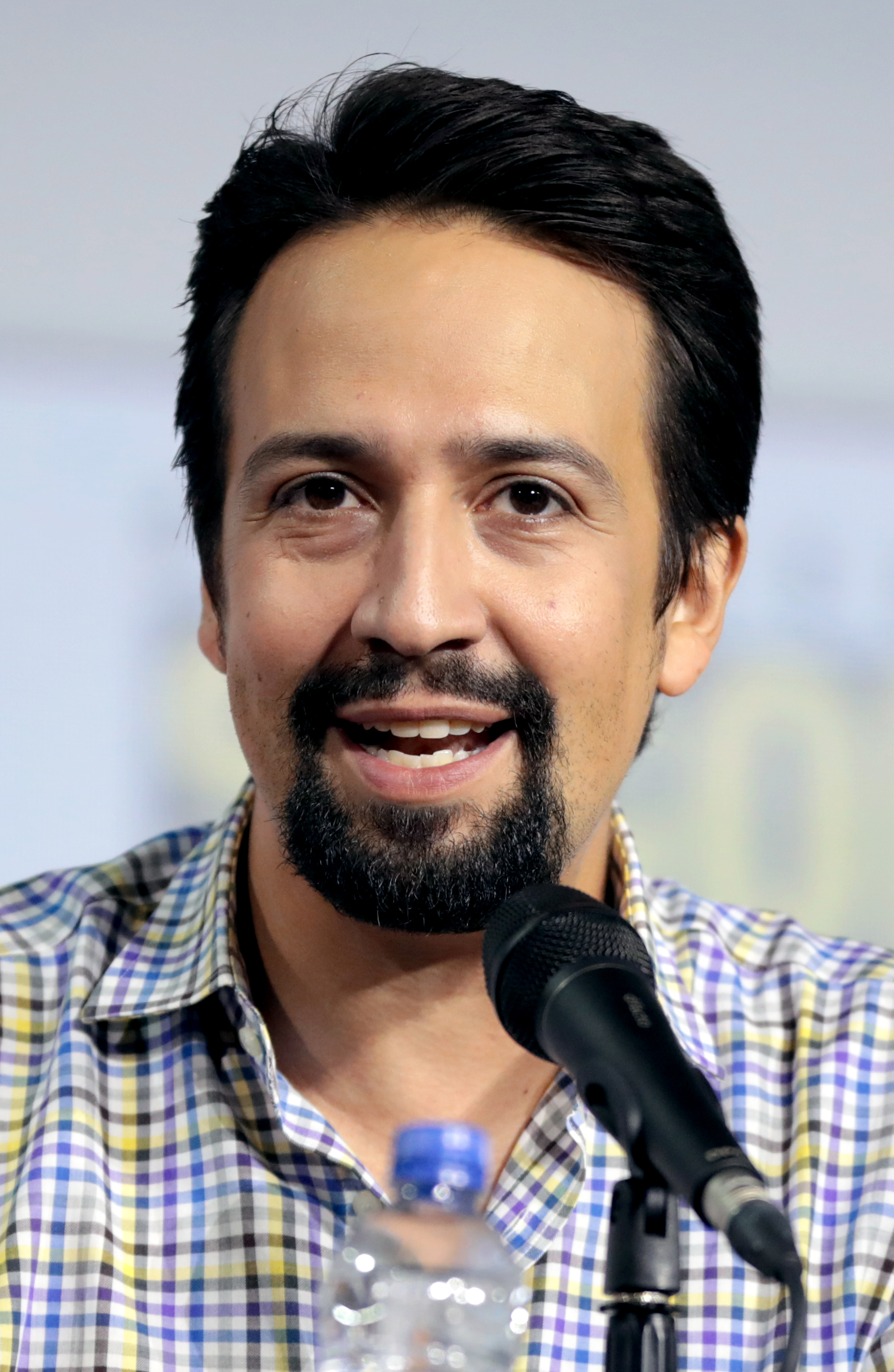
アメリカの俳優、劇作家、音楽家であるリン＝マニュエル・ミランダが本作のためにオリジナル曲を書き下ろした。

2020年6月、『モアナと伝説の海』を手がけたアメリカのシンガーソングライター、リン＝マニュエル・ミランダが、スペイン語と英語のオリジナル曲8曲を収録するアメリカのコンピュータアニメーション・ミュージカル映画『ミラベルと魔法だらけの家』の音楽制作を開始し、2021年の公開を目指していることを明らかにした。本作のプレミア上映後、ミランダは2016年から本作のために曲を書いていたことを明かしていた。ミランダと映画製作者は2018年にコロンビアを訪れ、この国や文化、音楽について調査・研究を行った。2021年9月8日、『リメンバー・ミー』の楽曲を共同作曲したジェルメーヌ・フランコが、本作のスコアを担当し始めた。作曲家のジョン・パウエルは、『ボルト』以来、ディズニー・アニメーション作品に再び参加し、音楽のスコア・コンサルタントとしてクレジットに名を連ねている。

## リリース
本アルバムは、2021年11月19日にストリーミングサービスにリリースされた。CDはターゲット・コーポレーションで、ピクチャーディスクはウォルマートで独占的に販売された。また、合計46ヶ国語で発売された。

## 音楽と歌詞
サウンドトラックは、オリジナル曲8曲とそのインストゥルメンタルバージョン、「2匹のオルギータス」の英語バージョン、27曲のスコアで構成された44曲で構成されている。コロンビアの多様な音楽スタイルを取り入れており、バンブコ、サルサ、タンゴ、バジェナート、レゲトン、クンビア、バチャータ、ヒップホップ、フォーク、ファンクとミュージカルを組み合わせたラテンポップアルバムである。マリンバ、アコーディオン、ティプル、タンボラ、グアチャラカ、カハ・バジェナーダ、マラカスといったコロンビアの伝統楽器を取り入れた。歌詞は英語とスペイン語で書かれており、映画の主人公であるマドリガル一家は、奇跡によって与えられた不思議な力を持つが、主人公のミラベル・マドリガルは何の力も持っていない、という内容になっている。

### 楽曲
オープニング曲「ふしぎなマドリガル家」は、『美女と野獣』のオープニング曲「朝の風景」にインスパイアされたものである。アメリカの女優、ステファニー・ベアトリスが歌うこの曲は、ミラベルがマドリガルとそのユニークな魔法の贈り物を紹介するバレナート曲である。また、同じくベアトリスが歌った「奇跡を夢みて」はバンブーコの曲で、ミラベルの"I Want" ソングとして書かれたものである。2018年のコロンビアへの調査旅行で、映画制作者はバリチャラの地元ミュージシャンが、ギターとティプルでコロンビア音楽を3/4拍子で演奏していることに気づいたという。ミランダは、ミラベルが「他の家族とは違うリズムの世界」にいることを象徴するために、この拍子記号で曲を書いた。
3曲目の「増していくプレッシャー」は、シンセサイザーのラインが入ったレゲトン曲で、アメリカの女優、ジェシカ・ダローが歌っている。ミラベルの姉の一人であるルイーサ・マドリガルは、この曲の中で自分の不安や家族から受けるストレスを表現し、責任の重さを表現している。ミランダは、この曲は姉の影響を受けて書いたと述べている。「秘密のブルーノ」は、ミラベルの叔母、叔父、従兄弟、姉であるペパ、フェリックス、ドロレス、カミロ、イサベラ・マドリガルがそれぞれ詩を担当したアンサンブルナンバーである。歌っているのは、コロンビアの歌手であるカロリナ・ガイタンとマウロ・カスティーリョ、アメリカの歌手であるアダッサ、アメリカの俳優であるレンジー・フェリッツ、アメリカの女優であるダイアン・ゲレロのそれぞれである。「秘密のブルーノ」は、サルサ、グアヒーラ、キューバ民族音楽、ヒップホップ、ダンススタイルなど、さまざまなジャンルを融合させた作品である。ミラベルの叔父で、不穏なビジョンを見て家族から疎外されたブルーノ・マドリガルを、登場人物たちがそれぞれの視点で描いている。
「本当のわたし」は、シャキーラ風のロックバラードである。ゲレロが主に歌うこの曲は、イサベラが「完璧である必要性」から解放されたことを表している。「2匹のオルギータス」は、バイオリンが奏でるアコースティックなバラード曲である。ミランダはこの曲について、作曲が最も困難であったと述べ、この曲が彼にとって初めて全編スペイン語で書かれた曲となったことを明かした。また、本物のコロンビア民謡にするために、最初に英語で書き、後からスペイン語に訳すのではなく、まずスペイン語で書くことにこだわった。後にコロンビアのシンガーソングライター、セバスチャン・ヤトラが録音したものである。ミランダは、ジョアン・マヌエル・セラートやアントニオ・カルロス・ジョビンといったソングライターから、この曲のインスピレーションを得た。この曲は、ミラベルの母方の祖母で一家の家長であるアルマ・マドリガルが、夫のペドロを亡くしたときに流れる曲である。アルバムの感情的な中心的作品とみなされている。「奇跡はここに」は最後のミュージカルナンバーで、キャスト全員で歌う。先行するすべての曲のメロディーと音楽的なセクションの集大成である。「愛するコロンビア」は、カルロス・ビベスが歌うノン・ディジェティック・トラックである。この曲は、コロンビアへのオマージュとして作られた、ラジオ向けのアップビートなダンスポップチューンである。ミラベルの従兄弟であるアントニオ・マドリガルが贈り物を受け取るときと、映画の終盤からエンディング・クレジットまで、映画の中で2回流れる。

## 評価
このサウンドトラックは批評家からも好評で、映画のレビューでもしばしば絶賛された。AP通信のマーク・ケネディ、サンデー・タイムズのエドワード・ポーター、ザ・ストレーツ・タイムズのジョン・ルイ、ザ・ヒンドゥーのミニ・チバー、アイリッシュ・エギザミナーのデクラン・バーク、タイムアウトのウィーラン・バージー、ロサンゼルス・タイムズのケイティ・ウォルシュ、シカゴ・サンタイムズのリチャード・ローパー、ボストン・グローブのマーク・フィニー、ジ・オンライン・AVクラブのカロリーヌ・シード、デイリー・テレグラフのロビー・コラン、スター・トリビューンのクリス・ヘウィットがこの作品の優れた点として音楽について指摘している。この曲は、世代間のトラウマや真実を抑圧することによって引き起こされるダメージについて、若い人たちが理解するのに役立つと評価されている。

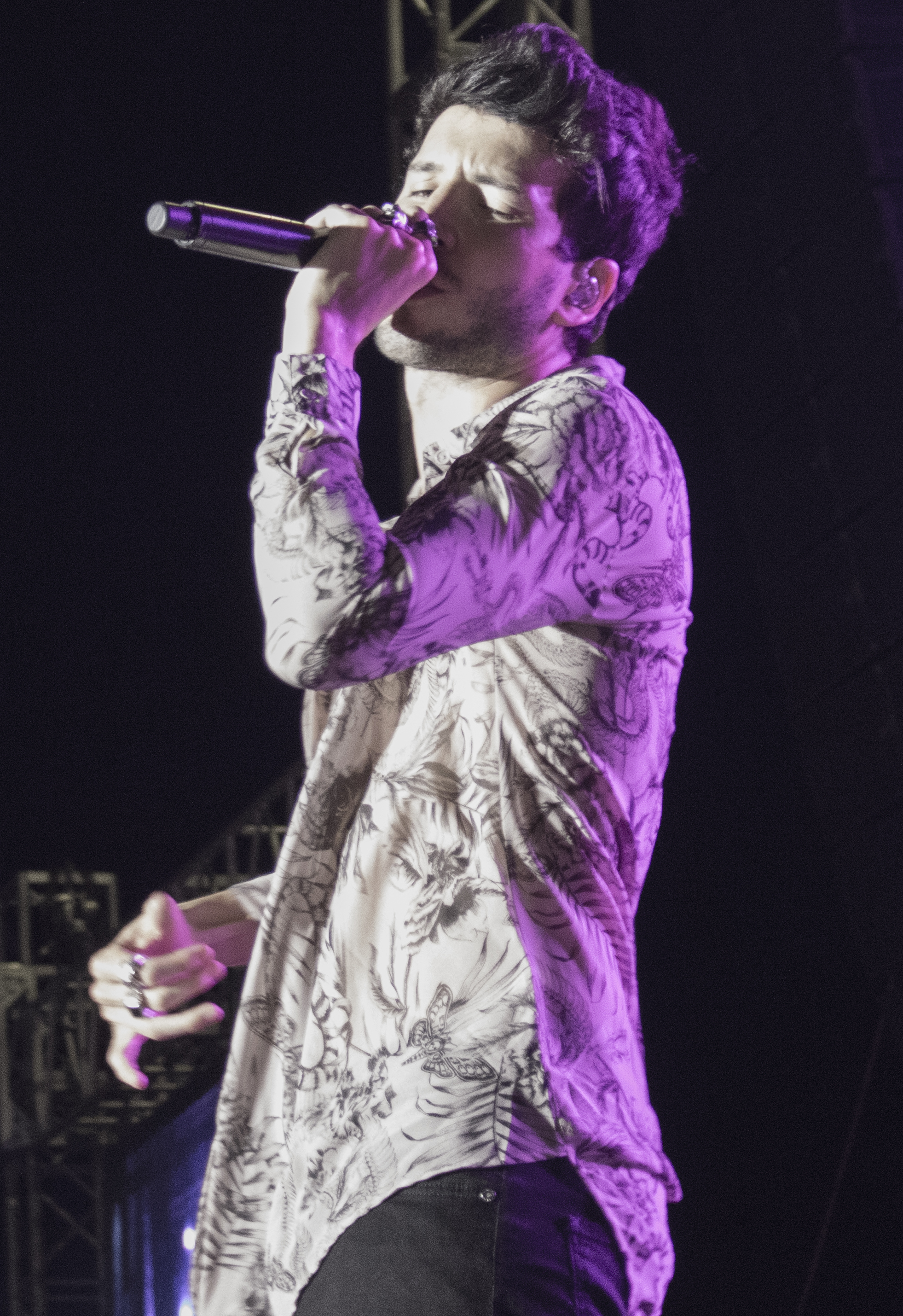
コロンビアのシンガーソングライター、セバスチャン・ヤトラは、アルバムのベストソングに選ばれた「2匹のオルギータス」を披露した。

バラエティのライター、デイヴィス・クレイトンは、このサウンドトラックを「あらゆる手段で真髄のセンセーション」と評した。スクリーン・ラントのジェレミー・クラッブは、大胆なバラードと静かで内省的な曲によって補強された「本作のサウンドトラックは、ハートフルなアニメーションの物語の雰囲気を鮮やかに演出する」と書き、「秘密のブルーノ」をベストソングに選んだ。ビルボードの批評家は「秘密のブルーノ」を最も印象深い曲と評したが、「2匹のオルギータス」は「感情的な共鳴と美しい感傷」を持つ心のこもったバラードであるとして、最高の曲として選んでいる。ザ・ラップのドリュー・テイラーも「2匹のオルギータス」をベストソングに、「秘密のブルーノ」を次点にランク付けしている。iのフランチェスカ・スティールは本作が「めくるめく」サウンドトラックを誇り、「キャラクター設定に深く織り込まれている」と述べている。スティールは、これまでとは異なる音楽の方向性と複雑なアンサンブル作品を取り入れたディズニーを評価し、『アナと雪の女王』以来最高の音楽と称した。インデペンデントの批評家クラリス・ラフリーは、多くの楽曲はミランダのミュージカル『イン・ザ・ハイツ』や『ハミルトン』の作品の特徴であり、「メロディーは互いに織り成し、めくるめく最後のクライマックスに到達する」と見解を示している。オーストラリア放送協会のルーク・グッドセルは、この曲はミランダの「一見逃れられないような音」と「活気に満ちたミュージカルナンバー」であり、ラテン音楽の多様性を示していると述べている。ナショナル・パブリック・ラジオのスティーブン・トンプソンは、楽曲に物足りなさを感じたという。

## パフォーマンス

### アルバムチャート
本作は、米国Billboard 200で4週間首位を獲得した。ディズニー作品のサウンドトラックが首位を獲得したのは『アナと雪の女王2』のそれ以来で、『ライオン・キング』、『ポカホンタス』、『おさるのジョージ』、『アナと雪の女王』、『アナと雪の女王2』に続く史上6度目の首位となったが、おさるのジョージを除くすべてのウォルト・ディズニー作品は、アニメーション映画のサウンドトラックがチャートに入ったことが特徴だ。ビルボードによると、本作は、ビルボード200の最後の4つのスポット（197-200）のいずれかでデビューし、最終的に1位を獲得した史上3番目のアルバムで、他にはレッド・ツェッペリンの『レッド・ツェッペリン II』とモンキーズの『Headquarters』がある。
ビルボード200で197位に初登場し、翌週には110位まで上昇、最終的には7位まで上昇した。また、2022年1月15日付けのビルボード200チャートで、8,800万ストリーミングと11,000枚のアルバム販売からなる72,000枚のアルバム相当単位を獲得し、アデルの『30』を退け1位となった。翌週は、ガンナの『DS4Ever』とザ・ウィークエンドの『Dawn FM』の2強デビューを受けて3位に後退したが、翌週は10.4万枚で再び1位に昇格した。チャート3週目には、売上1.9万枚、ストリーミング1億3,851万回で、最高売上枚数11.5万枚を達成した。さらに、米国のインディペンデント・アルバム・チャートとサウンドトラック・アルバム・チャート、英国コンピレーション・チャートで複数週にわたって首位を獲得した。
その他の地域では、カナダとニュージーランドで1位、オーストラリアで2位、オランダとノルウェー、スペインで5位、オーストリアで7位、デンマークとベルギーのフランダース地方で9位、ベルギーのもう一つの地方ワロンで10位、スイスで11位、ドイツで14位、フィンランドで18位、イタリアで30位、フランスで34位、リトアニアで54位を記録している。

### ソングチャート

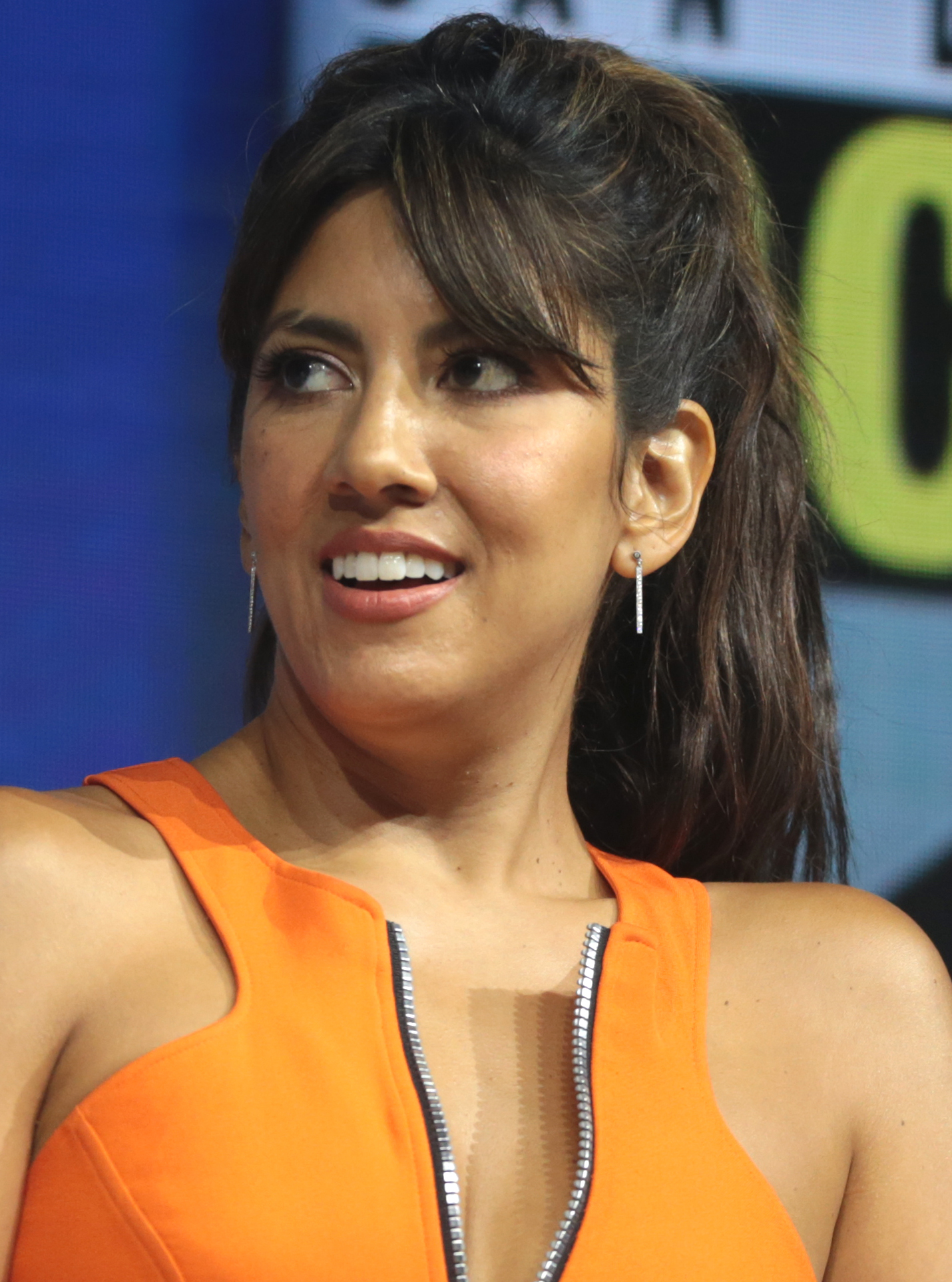
主人公ミラベル・マドリガルの声を担当したアメリカ人女優ステファニー・ベアトリスが5曲でボーカルを担当している。

「秘密のブルーノ」は、様々なデジタルオーディオプラットフォームで急増し、サウンドトラックの中で最も人気のある曲となった。2022年1月10日のSpotifyトップ50 USチャートで、その週にリリースされたザ・ウィークエンドの『Dawn FM』の楽曲を抑えて1位となり、最終的にはYouTube、iTunes、Apple Musicのチャートで上位にランクインした。USAトゥデイはこの曲を「2022年最初のブレイクヒット」「フローズン風の現象」と呼んだ。スレートの評論家Chris Molanphyであるクリス・モランフィによると、「観客が『秘密のブルーノ』に着地する有機的な性質は、本当に市場がシングルを選ぶことであり、特にアニメーション映画としては極めて異例だ」と述べている。
アルバムから7曲が全米Billboard Hot 100に登場し、50位に初登場した「秘密のブルーノ」を筆頭に、1位まで上昇、『アナと雪の女王』の「レット・イット・ゴー」を抜き、1992年以降最もチャートインしたディズニーソングとなった。「増していくプレッシャー」は9位にランクインし、本作はディズニーアニメーションの中で初めてHot 100でトップ10に入る曲を複数生み出した作品となった。「ふしぎなマドリガル家」は20位、「本当のわたし」は27位、「2匹のオルギータス」は36位、「奇跡を夢みて」は48位、そして「奇跡はここに」は82位であった。
全英シングルチャートでは、「秘密のブルーノ」が1位、「増していくプレッシャー」が4位、「ふしぎなマドリガル家」が7位にチャートインした。「秘密のブルーノ」はディズニーのオリジナル曲として初めて首位を獲得し、本作はアニメーション映画のサウンドトラックとして初めて3曲同時にトップ10入りを果たした。
アイルランドでは、「秘密のブルーノ」がアイルランド・シングルチャートで1位、「増していくプレッシャー」が8位、「ふしぎなマドリガル家」が19位を記録した。

## 受賞歴
「2匹のオルギータス」「愛するコロンビア」を含むサウンドトラック、ミランダ、フランコは様々な賞にノミネートされている。

## 影響

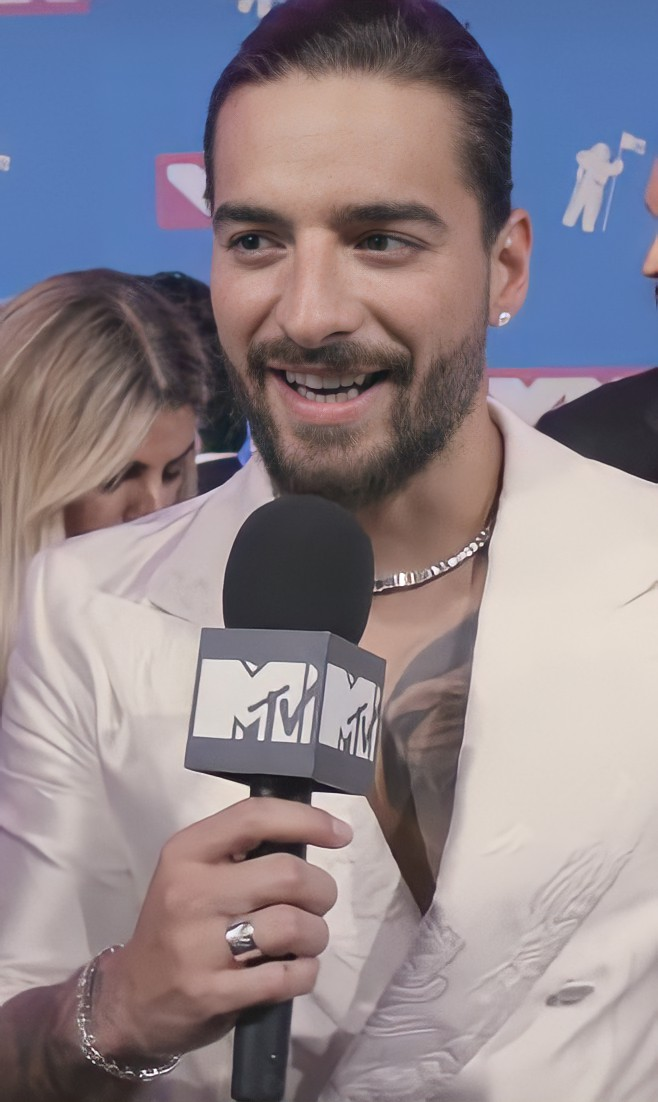
コロンビアの歌手、マルマがマリアーノ・グスマンの声として「奇跡はここに」に参加している。

サウンドトラックは、インターネット上で広く人気を博し、バイラル現象を巻き起こし、ファーアウトは「Encanto-mania」「crossover pop phenomenon」と呼んだ。ハッシュタグ「#encanto」が付けられたTikTokの動画は、2021年1月23日現在、合計115億回以上再生されている。ビルボード編集者のジェイソン・リプシュッツは、「秘密のブルーノ」を、2021年1月にオリヴィア・ロドリゴがブレイクしたシングル「ドライバーズ・ライセンス」の「急成長」になぞらえてこう言った。彼は、「秘密のブルーノ」がSpotifyの高いストリームと「ドライバーズ・ライセンス」のようなトレンドのTikTokによって推進されていると述べ、オーディエンスが「通常のクリスマス音楽とメジャーアーティストの秋のリリースに続く次の大きなものを探している」と説明している。ロサンゼルス・タイムズのポップミュージック評論家、ミカエル・ウッドも同じ比較を行い、本作が「2022年最初の広まった文化現象」となり、ミランダをポップスターに、「ますます強力なショービズ界の人物」にしてしまったと述べている。ウッドはまた、ミランダの「文化的表現」に対する意志を述べた。
USAトゥデイのパトリック・ライアンは、2020年に米国で5年連続で増加したラテン音楽の収益に関するアメリカレコード協会のレポートを引用し、サウンドトラックにフィーチャーされた「コロンビアのヒットメーカー」マルーマとセバスチャン・ヤトラの存在を強調し、「『ミラベルと魔法だらけの家』がクロスオーバーの魅力を享受したことは不思議ではない」と総括している。/FilmのBJコランジェロはサウンドトラックを「世界で一番大きなもの」と呼び、シネマブレンドのライターレイチェル・ローマンはアルバムを「映画の外でも独立した2足で立てることが証明された」と述べている。AP通信のジャーナリスト、ジェイク・コイルは、「『ミラベルと魔法だらけの家』の音楽は突然どこにでもあるようになった。誰もがブルーノのことを話していた」と、ポップカルチャーのセンセーションと呼んだ。
ポップシュガーのヨハンナ・フェレイラは、映画とサウンドトラックの両方の成功は、「アニメ映画におけるこの種の表現の重要性と意義だけでなく、このような映画がラテン系の物語を語る方法を本当に変えている」ことを物語っていると書いている。

## 収録曲
全曲の作詞・作曲はリン＝マニュエル・ミランダが、作曲はジェルメーヌ・フランコが担当した。
| #         | タイトル                                                     | 作詞      | 作曲・編曲 | アーティスト | 時間 |
| --------- | ------------------------------------------------------------ | --------- | ---------- | --- | ---- |
| 1.        | 「The Family Madrigalふしぎなマドリガル家」                  |           |            | ステファニー・ベアトリス、オルガ・メレディス、キャスト斎藤瑠希、中尾ミエ、キャスト | 4:17 |
| 2.        | 「Waiting on a Miracle奇跡を夢みて」                         |           |            | ステファニー・ベアトリス斎藤瑠希 | 2:41 |
| 3.        | 「Surface Pressure増していくプレッシャー」                   |           |            | ジェシカ・ダローゆめっち（3時のヒロイン） | 3:22 |
| 4.        | 「We Don't Talk About Bruno秘密のブルーノ」                  |           |            | アダッサ、ステファニー・ベアトリス、マウロ・カスティーリョ、レンジー・フェリズ、キャロライナ・ガイタン、ダイアン・ゲレロ、キャスト藤田朋子、勝矢、大平あひる、畠中祐、平野綾、、斎藤瑠希、キャスト | 3:36 |
| 5.        | 「What Else Can I Do?」                                      |           |            | ステファニー・ベアトリス、ダイアン・ゲレロ平野綾、斎藤瑠希 | 2:59 |
| 6.        | 「Dos Oruguitas2匹のオルギータス」                           |           |            | セバスチャン・ヤトラ | 3:34 |
| 7.        | 「All of You奇跡はここに」                                   |           |            | アダッサ、ステファニー・ベアトリス、ジョン・レグイザモ、メレディス、マルーマ、キャスト斎藤瑠希、中尾ミエ、中井和哉、大平あひる、武内駿輔、キャスト                                                 | 4:38 |
| 8.        | 「¡Hola Casita!カシータ」                                    |           |            | | 0:46 |
| 9.        | 「Colombia, Mi Encanto愛するコロンビア」                     |           |            | カルロス・ビベス | 2:55 |
| 10.       | 「ツー・オルギータスマリーポーサ ～羽ばたく未来へ～」        |           |            | ヤトラナオト・インティライミ | 3:34 |
| 11.       | 「Abre Los Ojos目を開けて」                                  |           |            | | 3:16 |
| 12.       | 「Meet La Familiaわたしの家族」                              |           |            | | 2:08 |
| 13.       | 「I Need Youそばにいて」                                     |           |            | | 2:27 |
| 14.       | 「Antonio's Voiceアントニオの声」                            |           |            | | 2:14 |
| 15.       | 「El Baile Madrigalマドリガルのダンス」                      |           |            | | 2:50 |
| 16.       | 「The Cracks Emerge」                                        |           |            | | 1:22 |
| 17.       | 「Tenacious Mirabelめげないミラベル」                        |           |            | | 1:35 |
| 18.       | 「Breakfast Questions朝食で質問を」                          |           |            | | 1:25 |
| 19.       | 「Bruno's Towerブルーノの塔」                                |           |            | | 0:52 |
| 20.       | 「Mirabel's Discovery」                                      |           |            | | 2:56 |
| 21.       | 「The Dysfunctional Tango機能不全のタンゴ」                  |           |            | | 2:42 |
| 22.       | 「Chasing the Past過去を追いかけて」                         |           |            | | 2:26 |
| 23.       | 「Family Allies結ばれる家族」                                |           |            | | 1:15 |
| 24.       | 「The Ultimate Vision究極のビジョン」                        |           |            | | 2:10 |
| 25.       | 「Isabela La Perfecta完璧なイサベラ」                        |           |            | | 1:20 |
| 26.       | 「Las Hermanas Pelean姉妹の戦い」                            |           |            | | 1:17 |
| 27.       | 「The House Knows家は知っている」                            |           |            | | 1:28 |
| 28.       | 「La Candela奇跡のロウソク」                                 |           |            | | 3:20 |
| 29.       | 「El Río川」                                                 |           |            | | 1:27 |
| 30.       | 「It Was Me悪いのはボク」                                    |           |            | | 1:20 |
| 31.       | 「El Camino de Mirabelミラベルの道」                         |           |            | | 2:09 |
| 32.       | 「Mirabel's Cumbiaミラベルのクンビア」                       |           |            | | 2:48 |
| 33.       | 「The Rat's Lair」                                           |           |            | | 1:21 |
| 34.       | 「Tío Bruno」                                                |           |            | | 2:23 |
| 35.       | 「Impresiones del Encanto」                                  |           |            | | 2:29 |
| 36.       | 「La Cumbia de Mirabel」(ft. クリスチャン・カミロ・ペーニャ) |           |            | | 2:46 |
| 37.       | 「The Family Madrigal」(instrumental)                        |           |            | | 4:17 |
| 38.       | 「Waiting on a Miracle」(instrumental)                       |           |            | | 2:41 |
| 39.       | 「Surface Pressure」(instrumental)                           |           |            | | 3:22 |
| 40.       | 「We Don't Talk About Bruno」(instrumental)                  |           |            | | 3:35 |
| 41.       | 「What Else Can I Do?」(instrumental)                        |           |            | | 2:59 |
| 42.       | 「Dos Oruguitas」(instrumental)                              |           |            | | 3:34 |
| 43.       | 「All of You」(instrumental)                                 |           |            | | 4:53 |
| 44.       | 「Colombia, Mi Encanto」(instrumental)                       |           |            | | 2:54 |
| 合計時間: | 合計時間:                                                    | 合計時間: | 114:41     | |      |

## チャート

### 週間チャート
- ARIAチャート（オーストラリア） - 2位[51]
- エードライ・オーストリア・トップ40（オーストリア） - 6位[53]
- ウルトラトップ・フランドル（ベルギー） - 9位[54]
- ウルトラトップ・ワロン（ベルギー） - 9位[55]
- ビルボード（カナダ（英語版）） - 1位[49]
- トラックリステン（デンマーク） - 9位[75]
- アルバム・トップ100（英語版）（オランダ） - 5位[52]
- スオメン・ヴィラリネン・リスタ（フィンランド） - 18位[58]
- 全国音楽出版組合（フランス） - 34位[76]
- メディア コントロール チャート（英語版）（ドイツ） - 14位[57]
- イタリア音楽産業協会（イタリア） - 30位[59]
- AGATA（英語版）（リトアニア） - 54位[60]
- ニュージーランド・レコード産業協会（ニュージーランド） - 1位[50]
- ヴェーゲー・リスタ（ノルウェー） - 5位[77]
- プロムシカエ（スペイン） - 5位[78]
- シュヴァイツァー・ヒットパラーデ（スイス） - 11位[56]
- オフィシャル・チャート・カンパニー（イギリス（英語版）） - 1位[48]
- Billboard 200（アメリカ） - 1位[79]
- ビルボード・インディーズ・アルバム（英語版） - 1位[80]
- ビルボード・キッズ・アルバム（英語版） - 1位[81]
- ビルボード・サウンドトラック・アルバム - 1位[82]
- ビルボード・ラテン・ポップス・アルバム（英語版） - 14位[83]

## 認定
| 法人                             | 認定     | 売上枚数・ストリーミング回数 |
| -------------------------------- | -------- | ---------------------------- |
| 英国レコード産業協会（イギリス） | シルバー | 60,000                       |